# Tetragnatha boninensis
Tetragnatha boninensis là một loài nhện trong họ Tetragnathidae.
Loài này thuộc chi Tetragnatha. Tetragnatha boninensis được miêu tả năm 1981 bởi Okuma.